# NEXTA
Nexta è un media bielorusso distribuito principalmente attraverso i canali Telegram e YouTube. È diventato un popolare canale Telegram in Bielorussia come fonte principale di notizie sulle proteste del 2020-2021.
Al maggio 2021 conta 637.000 iscritti al canale YouTube e 1,8 milioni al canale Telegram.
Il media è stato criticato dal governo bielorusso per aver collaborato con gli attivisti d'opposizione durante le proteste il che secondo alcuni giornalisti significa che Nexta non è un fonte di notizie giornalistiche. È stato anche criticato per aver pubblicato informazioni non verificate.
Durante le proteste bielorusse del 2020, gli iscritti di Nexta è aumentata notevolmente. Altri quotidiani indipendenti come TUT.BY sono stati bloccate dal governo, ma le autorità non sono state in grado di limitare l'accesso ai gruppi di Telegram nella stessa misura.
Il 20 ottobre 2020 la Corte Centrale di Minsk ha dichiarato materiale estremista il canale Nexta-Live e il logo Nexta. Il 23 maggio 2021, il cofondatore del canale, Roman Protasevič, è stato arrestato dalle autorità bielorusse dopo che il Ryanair Flight 4978 è stato dirottato a Minsk, suscitando significative critiche da parte dell'UE e funzionari occidentali.